# Oblastní rada Mevo'ot ha-Chermon
Oblastní rada Mevo'ot ha-Chermon, (hebrejsky מועצה אזורית מבואות החרמון‎ - mo'aca ezorit Mevo'ot ha-Chermon, anglicky Mevo'ot HaHermon Regional Council) je administrativní a samosprávní část izraelského distriktu Sever, která zahrnuje izraelské obce v části Horní Galileje, a to jednak v hornatém pásu podél hranic s Libanonem, jednak v rovinaté a zemědělsky intenzivně využívané krajině při horním toku řeky Jordán, v prostoru nazývaném též Prst Galileje (Ecba ha-Galil),v angličtině také Galilee Panhandle neboli galilejský držák.
Oblastní rada Mevo'ot ha-Chermon sdružuje 13 izraelských vesnic, které všechny fungují buď jako kolektivně hospodařící komunity typu mošav nebo jako individuální společné osady. Sídlem úřadů oblastní rady je komplex Merkaz Kach na křižovatce dálnice číslo 90 a silnice číslo 899, 9 kilometrů jižně od města Kirjat Šmona.
Starostou oblastní rady je Benny Ben Muvchar (בני בן-מובחר). Oblastní rada má velké pravomoci zejména v provozování škol, územním plánování a stavebním řízení nebo v ekologických otázkách.

## Dějiny
Oblastní rada Mevo'ot ha-Chermon byla založena roku 1976, kdy se mošavy v této oblasti oddělily od oblastní rady Horní Galilea.
Většina zdejších osad vznikla už během 1. poloviny 20. století v rámci osidlovací politiky Židů během britského mandátu Palestina. Další obce vznikaly po první arabsko-izraelské válce tedy po roce 1948.

## Seznam sídel v oblastní radě Mevo'ot ha-Chermon
Mošavy:
- Amnun
- Bejt Hilel
- Dišon
- Elifelet
- Kachal
- Margalijot
- Mišmar ha-Jarden
- Ramot Naftali
- Sde Eli'ezer
- Še'ar Jašuv
- Juval

Společné osady:
- Karkom
- Korazim

## Demografie
K 31. prosinci 2014 žilo v oblastní radě Mevo'ot ha-Chermon 6800 obyvatel. Z celkové populace bylo 6700 Židů. Včetně statistické kategorie „ostatní“ tedy nearabští obyvatelé židovského původu ale bez formální příslušnosti k židovskému náboženství jich bylo 6800.
| Rok            | 1983  | 1995  | 2006  | 2008  | 2009  | 2010  | 2011  | 2012  | 2013  | 2014  |
| -------------- | ----- | ----- | ----- | ----- | ----- | ----- | ----- | ----- | ----- | ----- |
| Počet obyvatel | 2 300 | 4 000 | 6 000 | 6 100 | 6 200 | 6 300 | 6 400 | 6 600 | 6 700 | 6 800 |